# Евтиховский
Евтиховский — посёлок в Выгоничском районе Брянской области, в составе Орменского сельского поселения. Расположен в 5 км к северо-востоку от деревни Орменка. Население — 121 человек (2010).

## История
Возник в 1920-х гг. как хутор; до 2005 входил в Орменский сельсовет.
| Годы      | 1926 | 1979 | 1989 | 2002 | 2010 |
| --------- | ---- | ---- | ---- | ---- | ---- |
| Население | 21   | 127  | 146  | 138  | 121  |